# 萊茵湖
47°39′45″N 8°57′37″E / 47.66250°N 8.96028°E

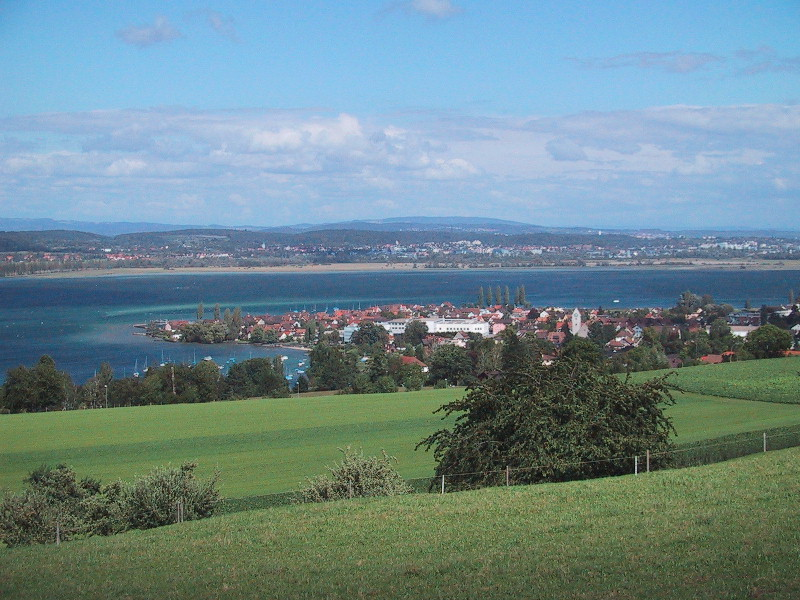

萊茵湖（德語：Rheinsee），是德國的湖泊，位於該國西南部，由巴登-符騰堡州負責管轄，屬於奥伯湖的一部分，長20公里，海拔高度395米，最大水深45米，湖水經高萊茵流出。